# Argenteuil-sur-Armançon
Argenteuil-sur-Armançon is een gemeente in het Franse departement Yonne (regio Bourgogne-Franche-Comté) en telt 260 inwoners (2004). De plaats maakt deel uit van het arrondissement Avallon.

## Geografie
De oppervlakte van Argenteuil-sur-Armançon bedraagt 30,4 km², de bevolkingsdichtheid is 8,6 inwoners per km².
De onderstaande kaart toont de ligging van Argenteuil-sur-Armançon met de belangrijkste infrastructuur en aangrenzende gemeenten.

## Demografie
Onderstaande figuur toont het verloop van het inwonertal (bron: INSEE-tellingen).